# Hespérie almoravide
Carcharodus tripolinus
Espèce
L’Hespérie almoravide (Carcharodus tripolinus) est un lépidoptère (papillon) de la famille des Hesperiidae, de la sous-famille des Pyrginae et du genre Carcharodus.

## Dénomination
Carcharodus tripolinus a été décrit par Ruggero Verity en 1925 sous le nom de Erynnis tripolinus.
Certains auteurs classent Carcharodus tripolinus non comme une espèce à part entière mais comme une sous-espèce de Carcharodus alceae, Carcharodus alcaea tripolinus.

### Noms vernaculaires
L’Hespérie almoravide se nomme en anglais False Mallow Skipper.

## Description
L’Hespérie almoravide est très semblable à l'Hespérie de l'alcée et ne peut en être distinguée que par l'étude des genitalia. C'est un petit papillon d'une envergure de 25 mm à 34 mm qui présente un dessus marbré de marron, marron foncé et gris et la marge des ailes postérieures est dentelée. Le revers est plus clair et les antérieures des mâles n'ont pas de touffe de poils.

## Biologie

### Période de vol et hivernation
Il vole en plusieurs générations entre mars et septembre.

### Plantes hôtes
Les plantes hôtes de sa chenille sont des malvacées : Althaea et Malva sylvestris,.

## Écologie et distribution
Il réside en Afrique du Nord : Maroc, Algérie et Tunisie, avec aussi un isolat en Libye et en Europe sur la côte sud de l'Espagne et du Portugal,.

### Biotope
Il réside dans les lieux herbus fleuris secs et chauds.

### Protection
Pas de statut de protection particulier.